# کنراد آدناوئر

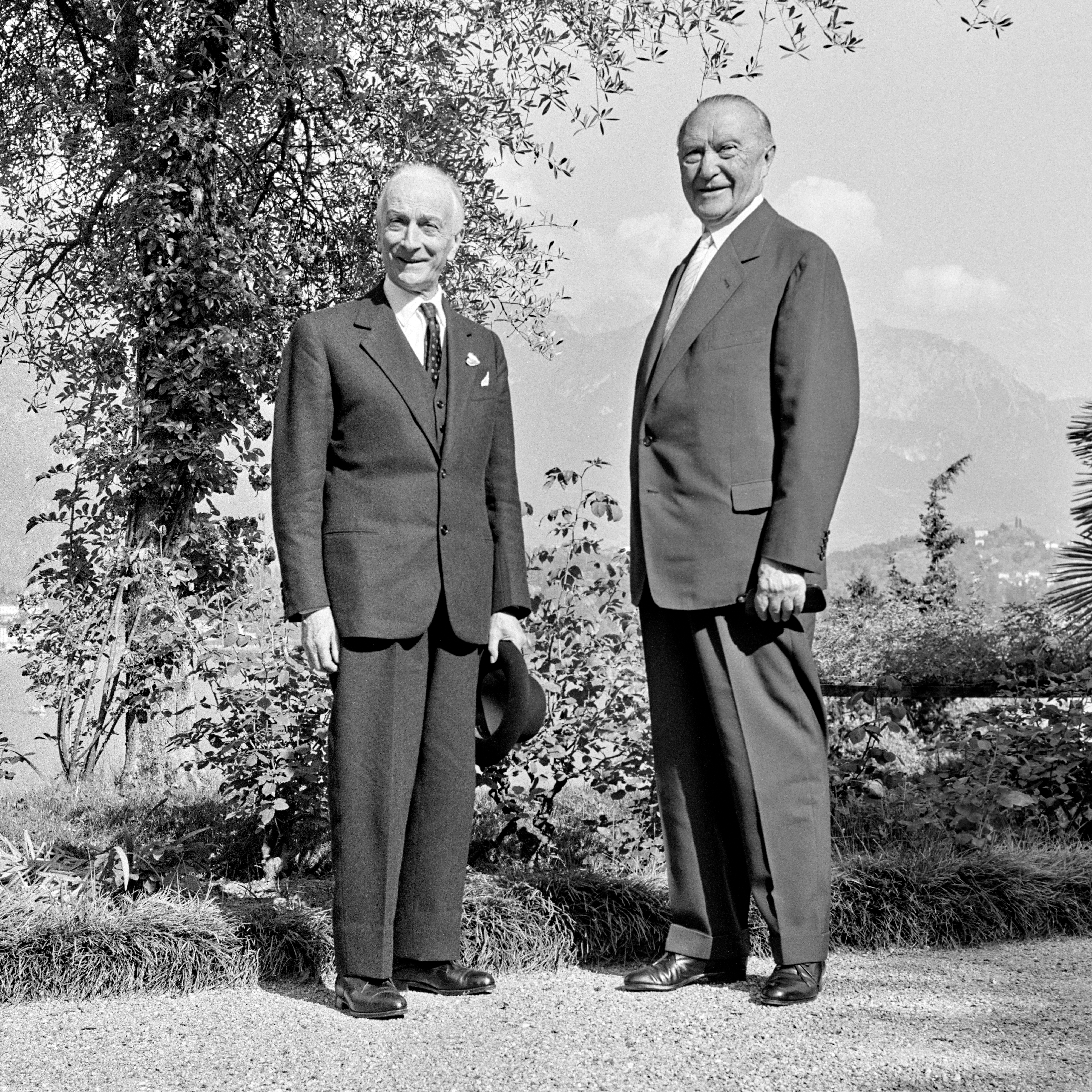
کُنراد آدناوئر در کنار آنتونیو سنی، نخست‌وزیر ایتالیا

کنراد هرمان یوزف آدناوئر (به آلمانی: Konrad Adenauer) (آلمانی: [ˈkɔnʁa:t ˈʔa:dənaʊ̯ɐ] () (۵ ژانویه ۱۸۷۶ – ۱۹ آوریل ۱۹۶۷) دولت‌مرد محافظه‌کار آلمانی از حزب اتحادیه دموکرات مسیحی آلمان بود.
گرچه دورهٔ فعالیت سیاسی او ۶۰ سال (از ۱۹۰۶) را در بر می‌گرفت اما او بیشتر به عنوان نخستین صدر اعظم جمهوری فدرال آلمان شناخته می‌شود که از ۱۹۴۹ تا ۱۹۶۳ بر این کشور حکم راند.
به عنوان یک کاتولیک معتقد، آدناوئر چهرۀ اصلی حزب مرکزی آلمان در دوران جمهوری وایمار بود و از سال ۱۹۱۷ تا ۱۹۳۳ در جایگاه شهردار کلن و رئیس شورای دولتی پروس قرار داشت. در سال‌های اولیۀ جمهوری فدرال آلمان، او تمرکز خودش را از نازی‌زدایی به سمت بهبود وضعیت اقتصادی و ایجاد روابط نزدیک سیاسی
با فرانسه، پادشاهی متحده و ایالات متحده معطوف کرد.

## زندگی

### پیش از جنگ جهانی دوم
کنراد آدناور روز ۵ ژانویه سال ۱۸۷۶ در یک خانواده کاتولیک در کلن زاده شد. پس از تحصیل در رشته‌های اقتصاد سیاسی و حقوق، سال ۱۹۰۶ وارد ساختار مدیریت شهری زادگاهش گردید. آدناور سال ۱۹۰۹ معاون شهردار کلن شد. او بین سال‌های ۱۹۱۷ تا ۱۹۳۳ به عنوان شهردار این شهر خدمت کرد. آدناور سال ۱۹۲۶ یکی از نامزدهای ناموفق جایگاه صدراعظمی بود. سال ۱۹۳۳ به جهت خصومت سازش‌ناپذیر با آدولف هیتلر و فلسفه ناسیونال سوسیالیسم از مقام خود در شهرداری خلع گشت. او در همان سال و پیش از به قدرت رسیدن آدولف هیتلر دستور داده بود تا در هنگام دیدار هیتلر از شهر کلن پرچم‌های حزب ناسیونال سوسیالیست کارگران آلمان را پایین بکشند. آدناور به سبب مخالفت مستمر با حاکمیت رایش سوم دو بار سال‌های ۱۹۳۴ و ۱۹۴۴ توسط گشتاپو دستگیر شد. در دومین دستگیری به زندان براووایلر فرستاده شد.

### پس از جنگ جهانی دوم
پس از سقوط رایش سوم، آدناور یکی موسسان اتحادیه دموکرات مسیحی آلمان بود. او سال ۱۹۴۶ دبیر کل این حزب شد. نیروهای آمریکایی او را برای بار دیگر به عنوان شهردار شهر کلن منصوب کردند اما با انتقال شهر به منطقه تحت نفوذ بریتانیا، فرمانده نظامی او را به عنوان بی‌کفایتی از سمتش معزول کرد. آدناور در سال ۱۹۴۹ به عنوان نخستین صدر اعظم جمهوری فدرال آلمان برگزیده شد و تا سال ۱۹۶۳، در طی چهار دوره، در این جایگاه بود. بین سال‌های ۱۹۵۱ تا ۱۹۵۵ وزیر امور خارجه خودش نیز به حساب می‌آمد. وی در آزادی اسیران آلمانی در شوروی پس از جنگ جهانی دوم نقش داشت. در دوره صدارت او و با کمک وزیر اقتصادش لودویگ ارهارد، اقتصاد نابود شده آلمان در آن چه که به نام معجزه اقتصادی آلمان معروف شد تا حد زیادی بازسازی و آلمان دوباره به کشوری مهم در سطح جهان تبدیل گردید. آدناور آلمان غربی را از کشوری شکست‌خورده و ناامید به عضوی حائز ارج در جامعه جهانی بدل ساخت. او تمام تلاشش را کرد تا محدودیت‌های اعمال‌شده بر آلمان توسط متفقین را کاهش دهد. آدناور ثبات داخلی را بهبود بخشید، روابط با فرانسه را تقویت کرد و در حرکت برای یکپارچگی اروپا مشارکت داشت. او در این راه پشتیبانی قدرت‌های غربی را همراه خود ساخت. آدناور پیمان پاریس را به امضا رساند و در سال ۱۹۵۵ با شوروی به توافق دست یافت.
آدناور سال ۱۹۶۳ به سبب کهولت سن از صدارت اعظمی کناره گرفت. کنراد آدناور سرانجام روز ۱۹ آوریل ۱۹۶۷ در سن ۹۱ سالگی در ویلای خود روندورف درگذشت.

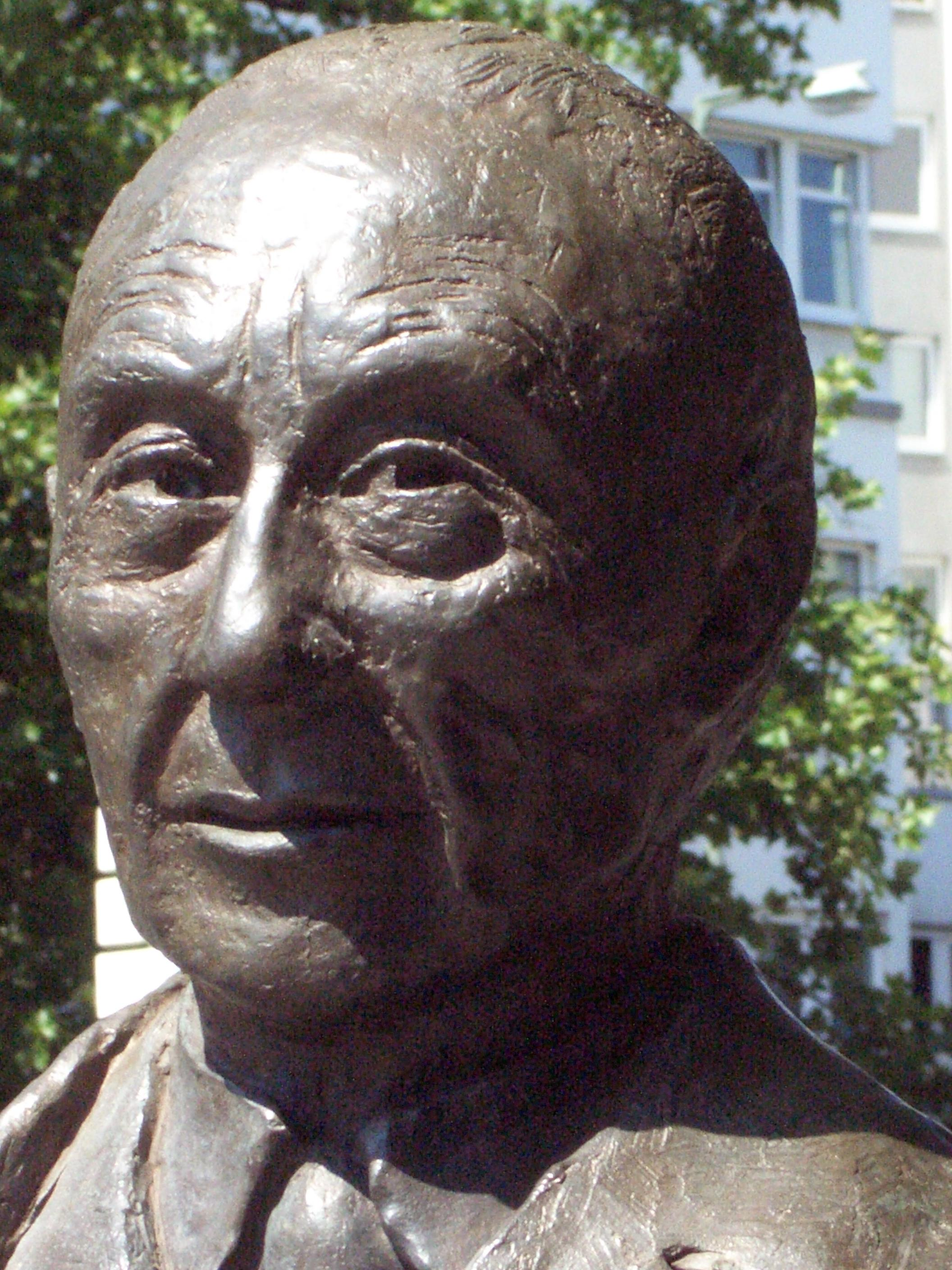
سردیس کنراد آدناؤر در برلین-شارلوتن‌بورگ

## سفر آدناور به ایران
کنراد آدناور در سال ۱۹۵۷ به همراه دخترش سفری شش روزه به ایران داشت و از تهران و اصفهان دیدن کرد. فیلم مستند این سفر در تارنمای آرشیو دولت آلمان (Bundesarchiv) موجود است.